# Metal Gear Solid: Philanthropy
 (août 2011).
Si vous disposez d'ouvrages ou d'articles de référence ou si vous connaissez des sites web de qualité traitant du thème abordé ici, merci de compléter l'article en donnant les références utiles à sa vérifiabilité et en les liant à la section « Notes et références ».
Pour plus de détails, voir Fiche technique et Distribution.
Metal Gear Solid: Philanthropy est un film italien de science-fiction réalisé en 2009 par Giacomo Talamini et son groupe d'étudiants italien. C'est un fan movie sans aucun but lucratif. Le film est basé sur la série de jeux vidéo Metal Gear, qui met en scène la suite des péripéties du jeu vidéo Metal Gear Solid 2: Sons of Liberty.

## Synopsis
L'histoire se déroule en 2007 juste après les événements de Metal Gear Solid 2: Sons of Liberty.
Solid Snake alias David se retrouve pour la première fois dans une mission où il doit faire équipe avec d'autres héros, il rejoint une organisation appelée Philanthropy, qui a pour but une nouvelle fois de stopper les Metal Gear dans le monde.
Il est accompagné de Pierre Leclerc, et de Elizabeth Laeken sur le terrain, ainsi que de Harrison Bishop au codec.
Snake rejoint l’équipe Philanthropy à bord d’un TU‑95 avec Bishop, qui l’informe de la disparition d’un sénateur Abraham Bishop, supposément enlevé par ArmsTech/Konflit. Snake rejoint deux agents sur le terrain : Pierre Leclerc et Elizabeth Laeken
La Philanthropy pour agir explore la génétique ainsi que la technologie, qui sont des thèmes récurrents dans l'univers de Metal Gear Solid.

## Production
Metal Gear Solid: Philanthropy a été totalement financé par Hive Division et réalisé pour un budget de 10 000 €. Une grande partie de la somme a été investie dans les équipements et les locations.

## Réception
Le film a été plutôt bien accueilli par la critique malgré un budget restreint.
Hideo Kojima a lui-même déclaré qu'il a été ému par le film.

### Suite
Metal Gear Solid: Philanthropy est normalement prévu pour être une trilogie dont Philanthropy est le premier volet de la saga. Aucune date n'est pour l'instant donnée pour la sortie d'une éventuelle suite.
Le film est en téléchargement libre sur son site officiel.
- Part 2 : The Land Where Truth Was Born : teaser de 12 minutes dévoilé (infiltration nocturne, Solid Eye).
- Projet annulé en 2014 à la suite de l’intervention de Konami (problèmes de licence).

## Fiche technique
- Titre original : Metal Gear Solid: Philanthropy
- Réalisation :  Giacomo Talamini
- Scénario : Giacomo Talamini
- Musique : Daniel James
- Production : Giacomo Talamini
- Directeur de la photographie : Mattia Ari
- Durée : 1h10min
- Date de sortie : 2009

## Distribution
- Giacomo Talamini : Solid Snake
- Patrizia Liccardi : Elizabeth Laeken
- Nicola Cecconi : Pierre Leclerc
- Marco Saran : Harrison Bishop
- Giovanni Contessotto : Abraham Bishop
- Andrea Furlan : Vitalij
- Enrico Pasotti : Aran
- Ivan 'Swarowsky' Sisti : Outer Heaven Trooper
- Simone 'Duro' Compri : Outer Heaven Trooper
- Francesco 'Cecko' Ferronato : Outer Heaven Trooper
- Nicola Marai : Outer Heaven Trooper
- Kamo Hodaj : Outer Heaven Trooper